# Huis met de Kabouters
La casa con gli gnomi (in lingua olandese: Huis met de Kabouters) è un edificio del XIX secolo situato ad Amsterdam, così chiamato perché la facciata dell'edificio è decorata con due figure di gnomi. L'edificio ha mantenuto lo status di rijksmonument a partire dal 1984.
La casa è situata nel quartiere di De Pijp, in via Ceintuurbaan 251-255, vicino al ponte Nieuwe Amstelbrug che attraversa il fiume Amstel. L'edificio ha una larghezza di 27 metri, una profondità di 13 metri e un'altezza di 17 metri ed è composto da tre case separate, ciascuna con un piano terra, tre piani abitativi e una mansarda. L'edificio comprende 12 appartamenti indipendenti, di cui sette sono affittati e cinque sono di proprietà dei residenti.